# Безруков, Николай (программист)
Николай Безруков — старший аналитик по интернет-безопасности в корпорации BASF и преподаватель информатики в Университете Фэрли Дикинсона (Нью-Джерси, США). Также веб-мастер Университета открытого программного обеспечения (Open Source Software University), волонтёрского технического сайта Программы сетей устойчивого развития (SDNP) ООН, который помогает с подключением к Интернету и распространяет Linux в развивающихся странах.

## Ранняя карьера

### Softpanorama
С 1989 по 1996 год был основателем и главным редактором бюллетеня Softpanorama, влиятельного русскоязычного электронного журнала (e-zine). С 1996 года является веб-мастером сайта Softpanorama.org, который, согласно заявленной миссии, предлагает «слегка скептические» взгляды на образование в области информатики, профессии системного администратора и разработчика программного обеспечения.

## Вклад
Создал системы классификации компьютерных вирусов, влиятельную русскоязычную книгу на эту тему — «Компьютерная вирусология» (1991) — и организовал первую в регионе конференцию исследователей антивирусов[источник?]. Его более поздний обзор конференции Virus Bulletin стал популярным и воспроизводится на многих хакерских и антивирусных сайтах.
Утверждает, что в 1996 году ввёл термин «ортодоксальные файловые менеджеры» (OFM) в первой электронной книге, посвящённой этой теме, которая систематизировала данную область и пыталась определить общие черты основных реализаций этого класса файловых менеджеров, таких как FAR Manager, Total Commander и Midnight Commander.

### Вопросы открытого ПО
С 1998 года выступает критиком возможностей открытого исходного кода (open source) и опасностей его коммерциализации. В 1999 году ввёл весьма спорный термин «вульгарный рэймондизм», а в 2005 году придумал названия двух философских школ в разработке открытого ПО: «программный реализм» и «программный идеализм».
В 1999 году опубликовал две влиятельные статьи, посвящённые анализу и критике взглядов Эрика Рэймонда на разработку открытого ПО: «Критика вульгарного рэймондизма» и «Второй взгляд на „Собор и Базар“». В этих статьях обсуждаются сходства между разработкой открытого ПО и академическими исследованиями. Первая статья вызвала резкий ответ от Эрика Рэймонда.
В 2000 году опубликовал третью статью, цитируемую в академических кругах, в которой проанализировал суть модели разработки ПО Ричарда Столлмана и представил всестороннюю критику основ GPL.
В 2005 году опубликовал следующую из серии своих статей, посвящённую критической оценке разработки открытого ПО, в которой попытался проанализировать достижения и подводные камни двух схожих операционных систем: Linux и Solaris.